# Bonaventura Bassegoda i Musté
Pour les articles homonymes, voir Bonaventura.
Bonaventura Bassegoda i Musté (Barcelone, 1896 - Barcelone, 1987) fut un architecte catalan, fils de l'architecte et écrivain Bonaventura Bassegoda i Amigó et père de l'architecte Joan Bassegoda i Nonell. Il est considéré en Espagne comme l'un des grands spécialistes du béton armé.

## Biographie
Il fut professeur et secrétaire perpétuel de l'École d'architecture de Barcelone. Durant la guerre civile espagnole il construisit des refuges, qui lui causèrent des problèmes lors de la victoire des franquistes en 1939. Il réalisa l'École Garcia Fossas, à Igualada, promue par les frères Garcia Fossas (ca). En 1943 il conçut le baldaquin de l'autel majeur de l'église de Santa Maria d'Igualada (en) et dessina la chapelle dédiée au Sacré  Cœur de Jésus, inaugurée en 1946 dans ce temple. Dans la même ville il réalisa la place de la croix construite en 1954. 
Il réalisa le Marché de Guinardó, inauguré en 1954, édifice qui fut proposé à la destruction en 2009 par la mairie de Barcelone, conservant seulement la tour d'entrée, mais détruisant l'immense nef et les cinq grands arcs en béton de 30 mètres.
Il publia diverses monographies et fut membre de l'Académie royale des sciences et des arts de Barcelone et commandeur de l'ordre d'Alphonse X le Sage.

## Œuvres écrites
- Voltes primes en formigo armat (1936) (Voûtes minces en béton armé)
- La bóveda catalana (La voûte catalane)
- Tratamiento eléctrico de los terrenos (1950) (Traitement électrique des terrains)
- Equivalencias catalanas en el léxico de la construcción (1966) (Équivalences catalanes dans le lexique de la construction)
- Nuevo glosario (1976)  (Nouveau glossaire)

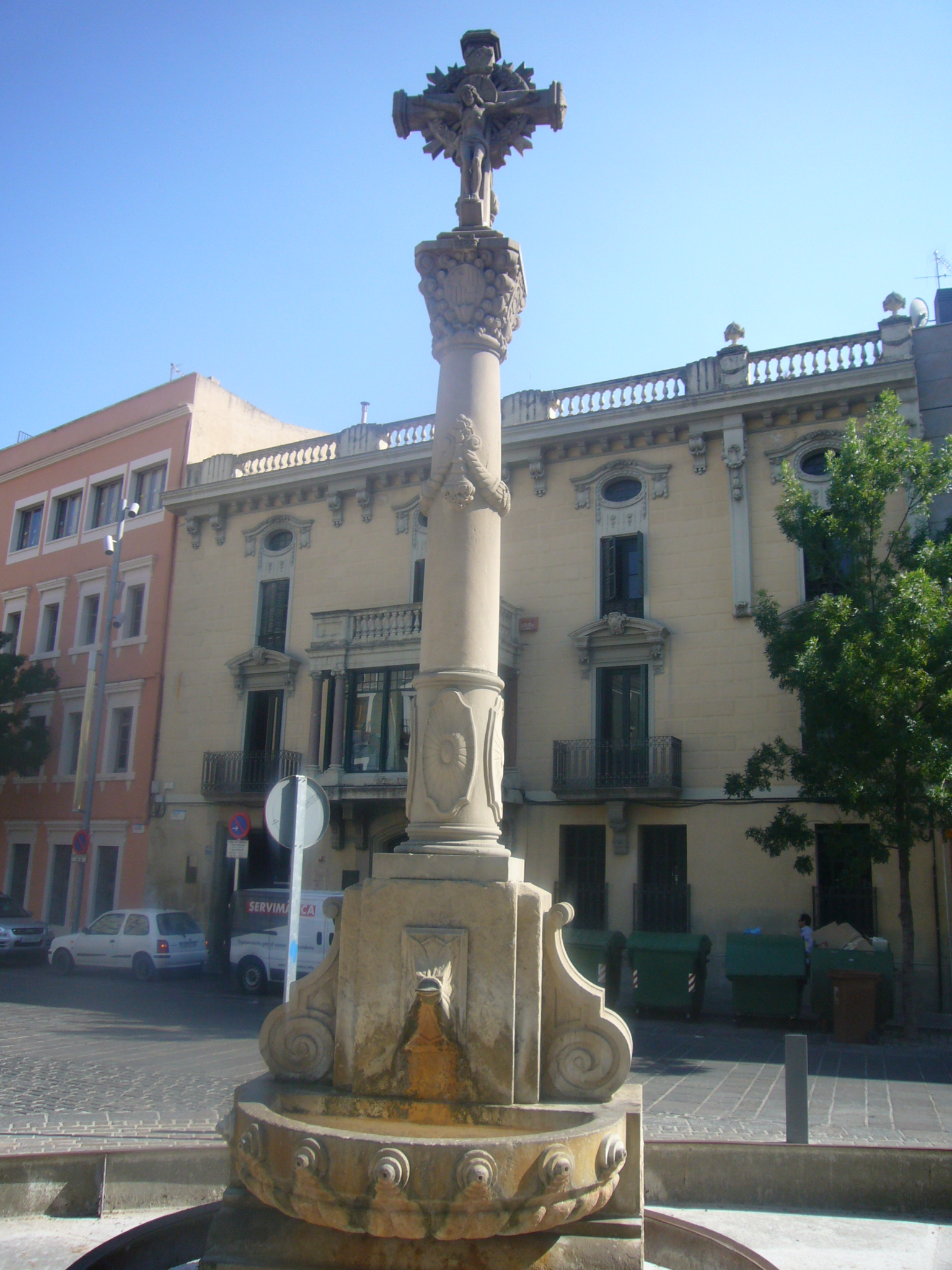
Fontaine de la place de la Croix (Igualada, 1954)
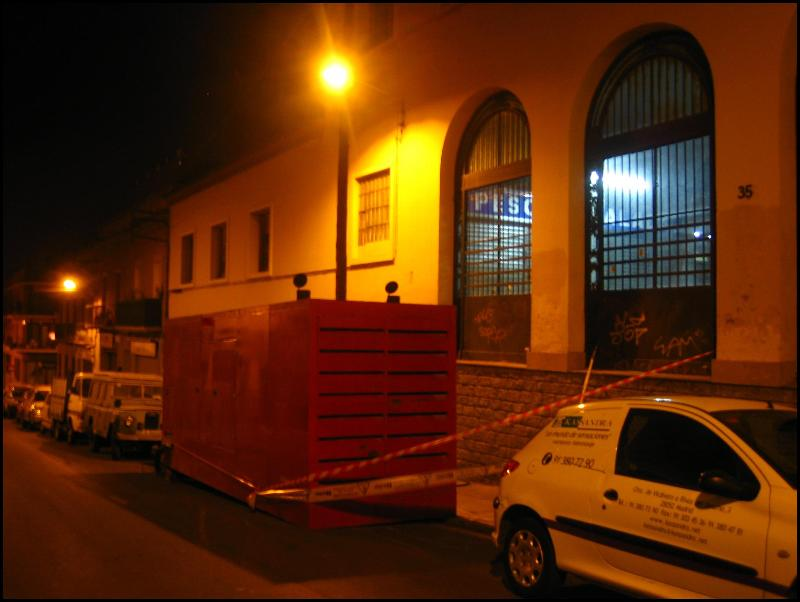
Marché de Guinardó (1954)